# Jesús Mercado
Jesús Mercado Gutiérrez (La Experiencia, Jalisco; 2 de abril de 1939) es un exfutbolista y árbitro mexicano. Es hermano del futbolista mundalista Magdaleno Mercado.

## Clubes
| Club            | País   | Año       |
| --------------- | ------ | --------- |
| Guadalajara     | México | 1958-1959 |
| Monterrey       | México | 1959-1964 |
| Veracruz        | México | 1964-1966 |
| Diablos Blancos | México | 1966-1967 |
| Laguna          | México | 1967-1968 |
| Nacional        | México | 1968-1969 |

## Palmarés

### Títulos nacionales
| Título           | Equipo      | País   | Año     |
| ---------------- | ----------- | ------ | ------- |
| Primera División | Guadalajara | México | 1958-59 |